# Spandau Ballet
Spandau Ballet – brytyjska grupa synthpopowa, powstała w listopadzie 1979 roku.

## Historia
Grupę stworzyli bracia Gary i Martin Kemp oraz John Keeble, Tony Hadley i Steve Norman. Debiutowali w 1980 roku przebojowym utworem „To Cut a Long Story Short”. Niebawem ukazał się pierwszy album grupy „Journeys to Glory” (1981), który okazał się dużym sukcesem. Kolejna płyta „Diamond” (1982) nie znalazła uznania słuchaczy, poza przebojem „Chant No.1”. Wtedy Spandau Ballet rozpoczął współpracę z producentem Trevorem Hornem. Dzięki Hornowi utwór „Instinction” stał się wielkim hitem w całej Wielkiej Brytanii. Przełomem okazała się trzecia płyta „True” (1983), która wprowadziła grupę na szczyty list przebojów nie tylko w Wielkiej Brytanii, ale też w USA. W 1984 roku premierę miał czwarty album „Parade”, który jednak nie powtórzył sukcesu poprzedniczki. Dwa lata później grupa zaprezentowała płytę „Through the Barricades”, na której brzmienie zespołu zdecydowanie ewoluowało w kierunku rocka. Tytułowy singel znalazł uznanie w rodzinnym kraju, jednak to był koniec sukcesów za oceanem. W 1989 roku ukazał się ostatni, przed rozwiązaniem zespołu, album Spandau Ballet – „Heart Like a Sky”.
W 1991 r. lider zespołu Gary Kemp wystąpił w filmie Papierowe małżeństwo (ang. Paper Marriage) w reżyserii Krzysztofa Langa z Joanną Trzepiecińską.
W 2009 r.muzycy ze Spandau Ballet ponownie zagrali w oryginalnym składzie w serii koncertów.
19 października 2009 r. ukazał się 7. studyjny album – „Once More”, będący pierwszym od 1989 roku.

## Dyskografia
- 1981 – Journeys to Glory
- 1982 – Diamond
- 1983 – True
- 1984 – Parade
- 1986 – Through the Barricades
- 1989 – Heart Like a Sky
- 2009 – Once More